# 5013 Suzhousanzhong
5013 Suzhousanzhong este un asteroid din centura principală, descoperit pe 9 noiembrie 1964, de Observatorul Zijinshan.